# Duran Duran
Duran Duran ist eine britische Musikgruppe, die 1978 in Birmingham gegründet und nach dem Bösewicht Durand Durand aus dem Science-Fiction-Film Barbarella benannt wurde. Sie gehört zu den Vorreitern der Anfang der 1980er-Jahre entstandenen New Romantics und hat mehr als 100 Millionen Tonträger verkauft.

## Geschichte

### 1978–1979: Gründung und erste Auftritte
Die erste Besetzung bestand aus Nick Rhodes (Keyboard), John Taylor (Gitarre), Stephen Duffy (Gesang, E-Bass, Schlagzeug) und Simon Colley (E-Bass) und hielt sich nur kurz, denn bereits 1979 verließen Duffy (später unter anderem Coautor und Produzent von Robbie Williams) und Colley die Band. Sie wurden durch Roger Taylor (Schlagzeug) und Andy Taylor (Gitarre) ersetzt, die weder untereinander noch mit John Taylor verwandt sind.
Übungsraum und erste Bühne wurde der Nachtclub Rum Runner in Birmingham. Die Besitzer des Clubs, die Brüder Michael und Paul Berrow, wurden die Manager von Duran Duran. Sie blieben es bis 1986.

### 1980: Eintritt von Le Bon und Plattenvertrag
Der Gesangspart bei Duran Duran wurde nacheinander von Andy Wickett (Gesang), Alan Curtis (Gitarre) und Jeff Thomas (Gesang) übernommen, bis im April 1980 Simon Le Bon (Gesang) zur Gruppe stieß und Jeff Thomas ersetzte. Den ersten Auftritt in der Besetzung Le Bon, Rhodes, A. Taylor, J. Taylor und R. Taylor hatten Duran Duran im Juni 1980 beim Edinburgh Music Festival.
Danach tourte die Band von September bis Dezember 1980 mit der damals populären britischen Sängerin Hazel O’Connor durch England. Michael Berrow verkaufte sein Haus, um die Tour zu finanzieren. Um trotzdem Geld zu sparen, übernachteten die Bandmitglieder während der Tour in einem alten VW-Bus, der Roger Taylor gehörte und in dem auch noch das Schlagzeug Platz finden musste. Von Michael und Paul Berrow bekamen sie jeweils zehn Pfund Wochenlohn ausgezahlt. Im November 1980 schlossen Duran Duran einen Plattenvertrag mit EMI. Die Aufnahmen für das Debüt-Album Duran Duran begannen im Winter 1980/81.

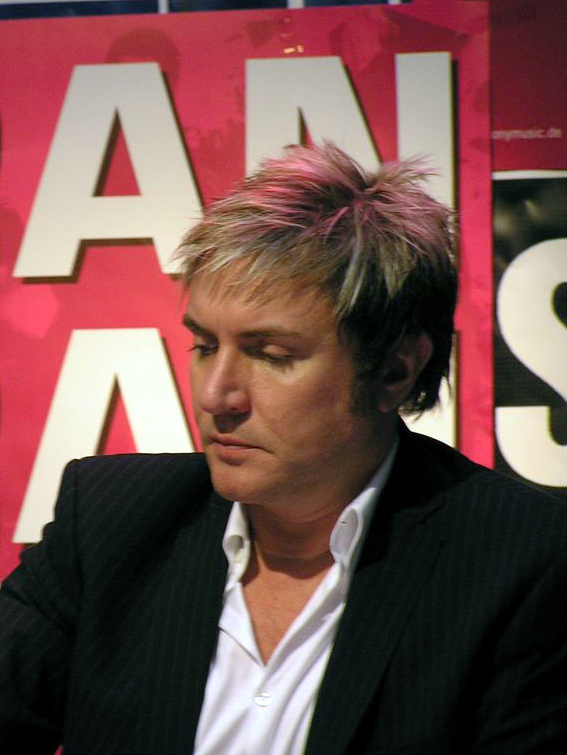
Simon Le Bon (2004)
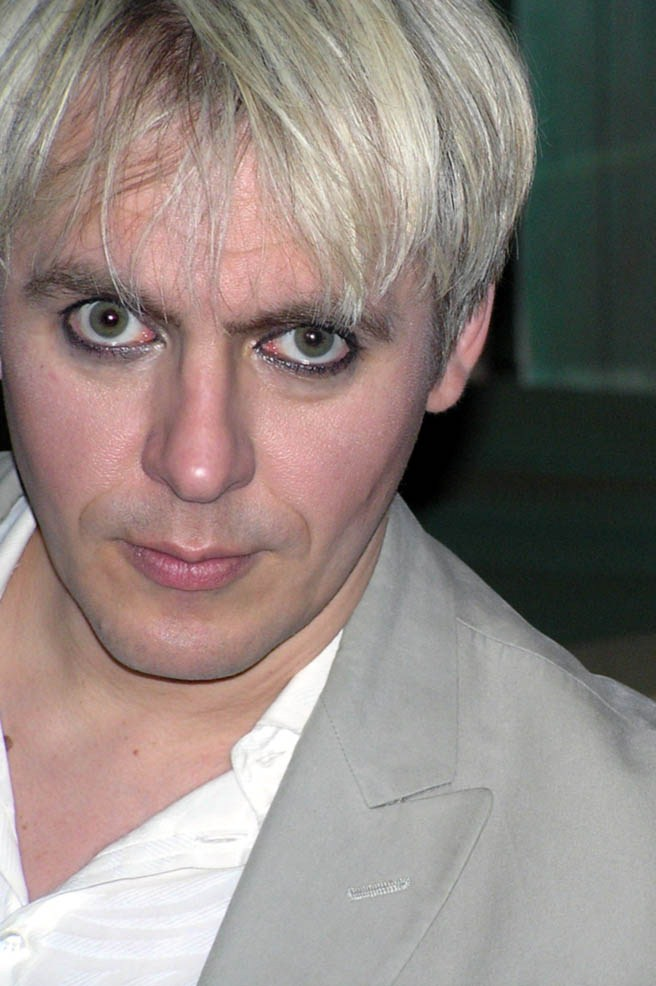
Nick Rhodes (2005)
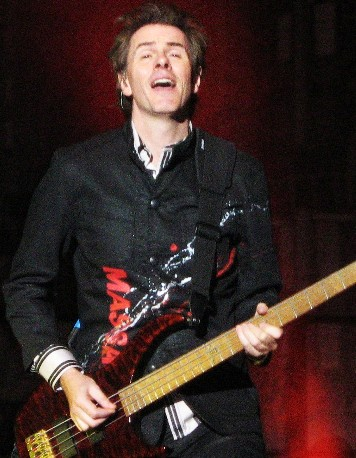
John Taylor (2008)
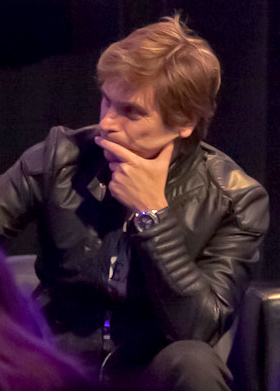
Roger Taylor (2011)

### 1981: Erste Charterfolge
Im Februar 1981 erschien die erste Single Planet Earth, die Platz 12 in den UK-Charts belegte. Die zweite Single Careless Memories wurde kein kommerzieller Erfolg, da sie nur bis auf Platz 37 kam. Im Juni 1981 erschien das Debüt-Album, das sich erfolgreich in den Charts platzieren konnte.
Das Video zur dritten Single Girls on Film wurde von der BBC aus dem Programm geworfen, weil den Programmdirektoren zu viel nackte Haut, zu viel blanker Busen, zu viel Schamhaar und zu viele lesbische Küsse als jugendgefährdend erschienen. Der Clip zu Girls on Film war auch das erste Video, das bei MTV (damals ausschließlich in den USA zu empfangen) nur zensiert und nur nach 23 Uhr gezeigt werden durfte.

### 1982–1985: Welttourneen und Welterfolge
Im April 1982 ging es auf die erste Welttournee. Einen Monat später erschien das zweite Album mit dem Namen Rio, das in Großbritannien und den USA sehr erfolgreich war und der Band mit den daraus ausgekoppelten Singles wie Hungry Like the Wolf auch in den USA Top-Plätze in den Charts bescherte. Schon 1983 folgte eine weitere Tournee, mit der sie 51 Stadien füllten. Sie spielten in Amerika, Australien, Europa und Japan.
Im Juli 1983 spielten Duran Duran (zusammen mit den Dire Straits) im Londoner Dominion Theatre ein Konzert zu Ehren von Prinzessin Diana und deren Ehemann Prinz Charles. Hier wäre es beinahe zu einer Katastrophe gekommen. Die IRA plante einen Anschlag auf das königliche Ehepaar, wobei wahrscheinlich auch die Gruppe umgekommen wäre. Das Attentat konnte durch einen verdeckten Ermittler vereitelt werden.
Im November 1983 folgte das dritte Album Seven and the Ragged Tiger. Sie konnten bis dahin zehn Singles als Hits verbuchen, darunter Titel wie Save a Prayer, Is There Something I Should Know?, Union of the Snake und The Reflex. Eine live aufgenommene Coverversion des Steve-Harley-Hits (Make Me Smile) Come Up and See Me, das Duran Duran als Zugabe spielten, ist auf der B-Seite von The Reflex zu hören.
Mit dem Song The Wild Boys, der damals nur auf dem Live-Album Arena erschien, erreichte die Band im Herbst 1984 ihren Höhepunkt. Neben den Songs widmeten sie sich auch der aufkommenden Videotechnik und brachten zu den Singles aufwändige Video-Clips heraus, was der Band eine enorm hohe TV-Präsenz, etwa bei MTV, und zahlreiche Preise einbrachte. Ende 1984 beteiligten sich Duran Duran am Band-Aid-Projekt von Bob Geldof und der Single Do They Know It’s Christmas?. Außerdem steuerten Duran Duran mit A View to a Kill im Frühjahr 1985 das Titellied zum gleichnamigen James-Bond-Film bei.

### 1985–1986: Auszeit und Nebenprojekte
Bereits Ende 1984 gründeten John Taylor und Andy Taylor das Nebenprojekt The Power Station mit Robert Palmer als Sänger und Tony Thompson als Schlagzeuger. Simon Le Bon, Nick Rhodes und Roger Taylor gründeten Mitte 1985 ihrerseits das Nebenprojekt Arcadia.

### 1986–1989: Neue Mitglieder

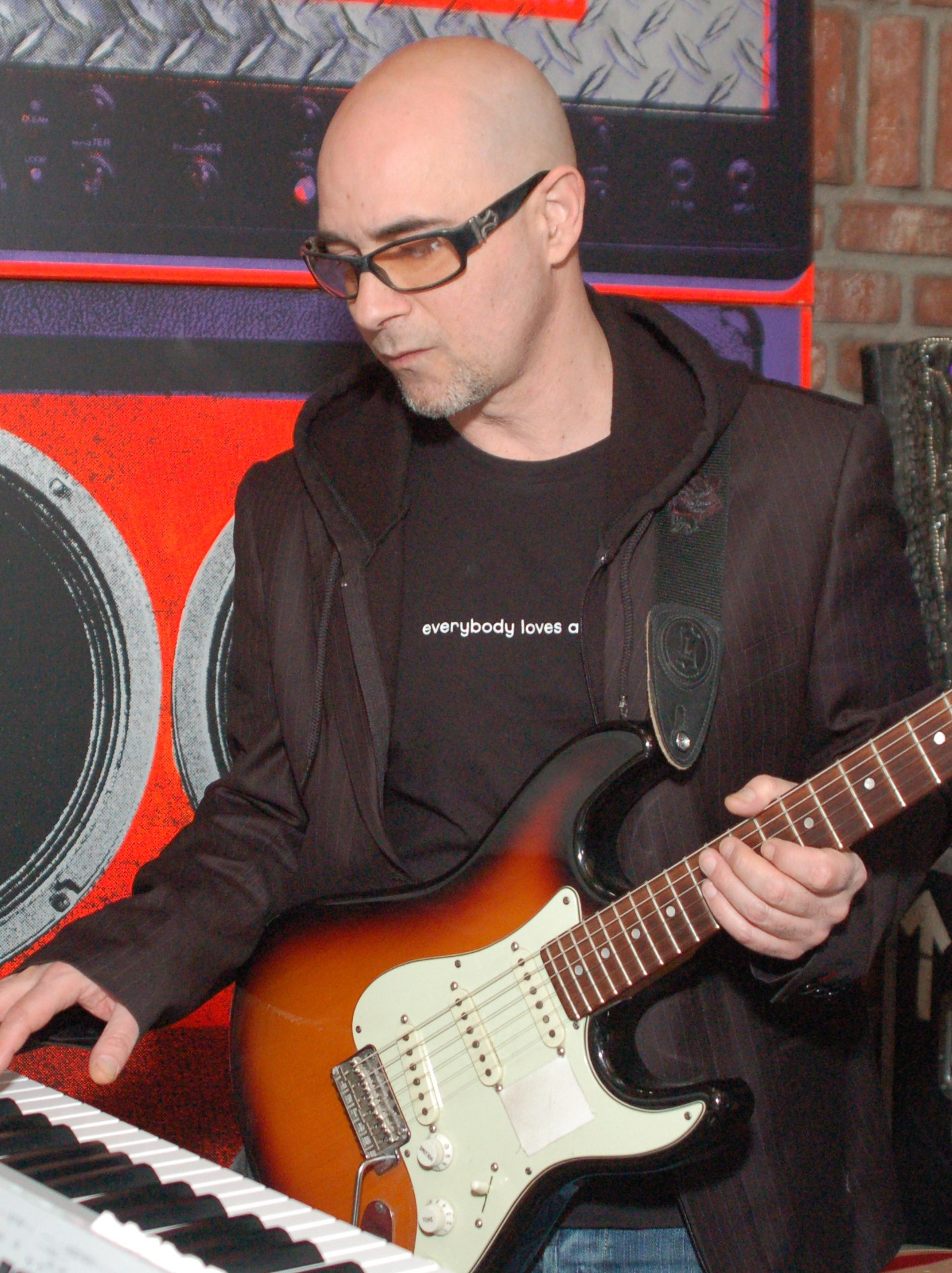
Gitarrist von 1986 bis 2001: Warren Cuccurullo

Nach dem Ausstieg von Roger Taylor im Juni 1986 taten sich die übrigen Duran-Duran-Mitglieder Le Bon, Rhodes und John Taylor mit dem Schlagzeuger Steve Ferrone zusammen, um die LP Notorious einzuspielen, welche Andy Taylor noch begleitete, bevor auch er die Band verließ. Ihn ersetzte der Gitarrenvirtuose Warren Cuccurullo, der zuvor für Frank Zappa gespielt hatte. Ab Februar 1987 gingen Duran Duran erneut auf Welttournee. Im Herbst 1988 folgte das Album Big Thing, aus dem drei Singles ausgekoppelt wurden, die jedoch nur mäßigen Charterfolg hatten. Im Herbst 1989 wurde die erste Hit-Zusammenstellung Decade veröffentlicht, die zumindest auf dem heimischen Markt in den Top Ten landete.

### 1990–2000: Erneute Umbesetzungen und Stilwechsel
Mit dem neuen Schlagzeuger Sterling Campbell wurde die im Sommer 1990 erschienene Platte Liberty eingespielt, die jedoch nur mäßig erfolgreich war. Für das nächste Album ließ man sich fast drei Jahre Zeit. Mit The Wedding Album (wie es wegen der Hochzeitsfotos auf dem Cover in den Medien getauft wurde, um es von dem ebenfalls titellosen Debüt-Album zu unterscheiden) feierte die Gruppe im Frühjahr 1993 ein kommerzielles Comeback, was vor allem der Single Ordinary World zuzuschreiben ist.
Das Album Thank You vom Frühjahr 1995 bestand aus Coverversionen mit Liedern von u. a. Bob Dylan, Led Zeppelin, The Doors und Iggy Pop. Das im Herbst 1997 erschienene Werk Medazzaland wurde in Europa nicht veröffentlicht und war nur als Import erhältlich. Eine weitere Hitzusammenstellung wurde im Herbst 1998 als Greatest präsentiert, die neunzehn ihrer Hits enthält. Etwas erfolgreicher als Medazzaland war das im Frühsommer 2000 veröffentlichte Album Pop Trash, das in Deutschland auf Platz 80 der Charts einstieg.

### 2003–2006: Wiedervereinigung der Erfolgsbesetzung
Anlässlich des 25-jährigen Jubiläums im Jahr 2003 kam es zu einer Wiedervereinigung der Originalbesetzung. Im Oktober 2004 erschien Astronaut, ein neues Studioalbum der Band, aus dem die Singles (Reach Up for the) Sunrise und What Happens Tomorrow ausgekoppelt wurden. Eine anschließende Welttournee erstreckte sich über das gesamte Jahr 2005. Das Album Astronaut verkaufte sich weltweit mehr als zwei Millionen Mal. Seit ihrer Reunion spielte die Band vor über vier Millionen Fans.
Am 25. Oktober 2006 teilten Simon Le Bon, Nick Rhodes, John Taylor und Roger Taylor mit, dass Andy Taylor nach 1986 nun ein zweites Mal die Band aufgrund von Streitigkeiten verlassen hätte; eine weitere Zusammenarbeit mit ihm sei unmöglich geworden. Andy Taylor wurde durch den Gitarristen Dom Brown ersetzt.

### 2007–2009: Gedenkkonzert für Diana undRed Carpet Massacre

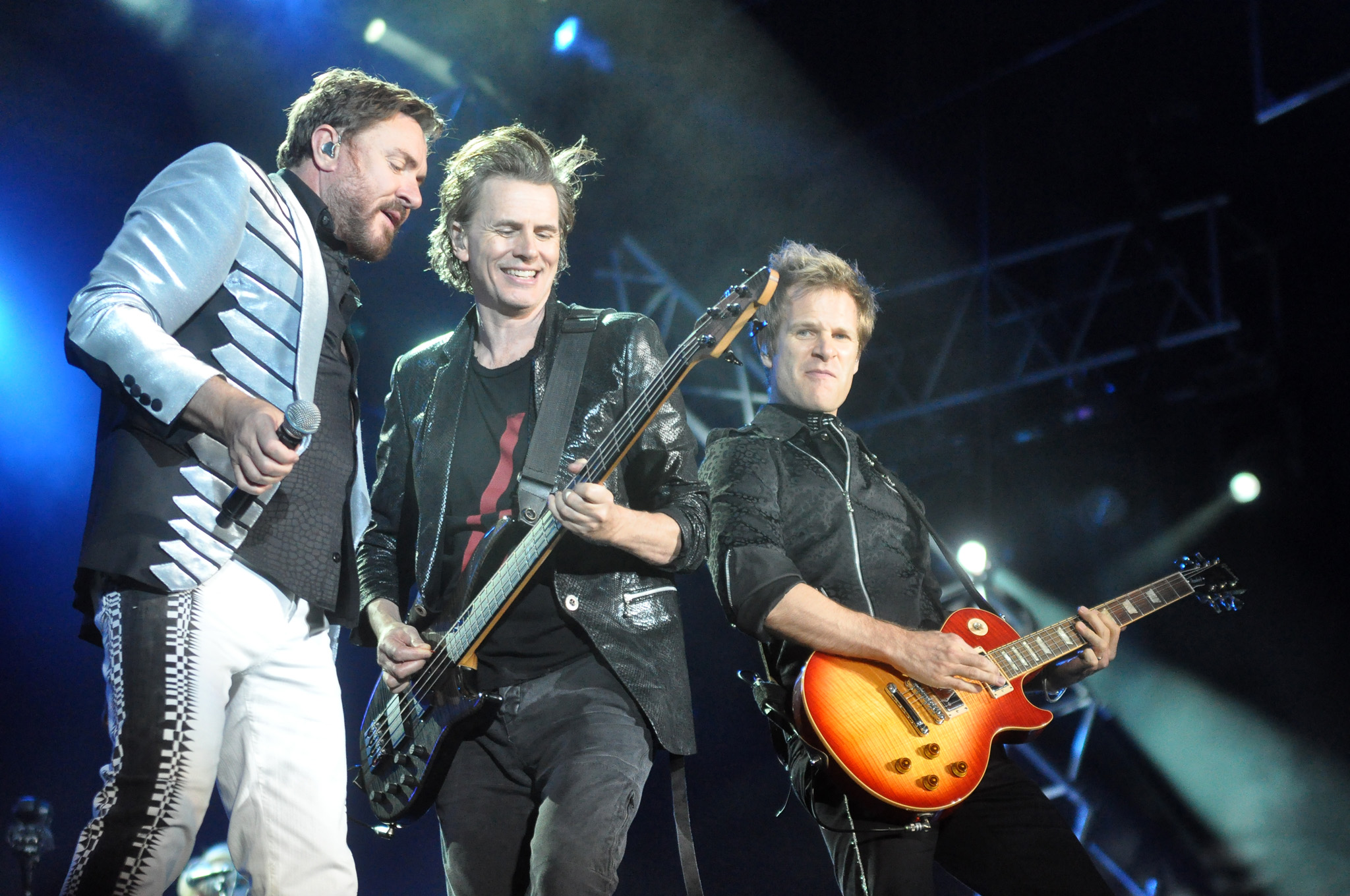
Duran Duran beim Exit-Festival, 2012

Anfang Juli 2007 nahmen Duran Duran sowohl bei dem Gedächtniskonzert für Prinzessin Diana als auch bei Live Earth (Konzertreihe gegen den Klimawandel) teil.
Das nächste Album mit dem Titel Red Carpet Massacre wurde in Deutschland und Österreich am 19. November 2007 veröffentlicht. Das Album wurde teilweise von Justin Timberlake und Timbaland mitproduziert. Drei Songs wurden zudem von Timberlake mitgeschrieben. Das Album kam bei Fans und Presse unterschiedlich an, da es eine komplette Neuausrichtung der Band war. Die einzige Single des Albums trägt den Titel Falling Down. Die anschließende Welttournee zog sich über die Jahre 2008 und 2009 hin. Im Nachhinein zeigte sich die Band selbst reumütig: Roger Taylor beispielsweise sagte, Sony Music hätte die Band regelrecht dazu gezwungen, ein Album mit modernen Pop-Elementen zu gestalten, worauf sich die Band leider eingelassen hatte.
Im Vorfeld der UN-Klimakonferenz in Kopenhagen im Dezember 2009 beteiligten sich Duran Duran gemeinsam mit über 60 anderen Musikern an einer Neuaufnahme des Midnight-Oil-Songs Beds Are Burning mit neuem Text. Diese weltweite Musikpetition wies auf die Bedrohung durch die globale Erwärmung hin und forderte die Politiker zum Handeln auf.

### 2010–2020:All You Need Is Nowmit Mark Ronson undPaper Gods
Am 30. April 2010 erklärte der Bassist der Band, John Taylor, dass man das neue Album zusammen mit dem Produzenten und Musiker Mark Ronson aufnehmen werde. Das 13. Album All You Need Is Now, das zusätzlich von Nick Hodgson (Kaiser Chiefs) mitgestaltet wurde, wurde am 21. Dezember 2010 auf iTunes veröffentlicht. Die gleichnamige Single erschien vorab am 8. Dezember. Zudem erschienen im Spätsommer 2009 eine erweiterte Neuauflage von Rio, der im Frühjahr 2010 die ebenfalls ergänzten Fassungen der Alben Duran Duran und Seven and the Ragged Tiger folgten.
Das 14. Album Paper Gods wurde am 11. September 2015 veröffentlicht.

### Seit 2021:Future Past
Am 5. August 2021 wurde nach sechsjähriger Pause der Song More Joy! veröffentlicht. Es handelte sich um eine Kooperation mit der japanischen Punk-Band Chai. Das 15. Studioalbum mit dem Titel Future Past, das in Zusammenarbeit mit Giorgio Moroder und Erol Alkan entstand, erschien am 22. Oktober 2021. Als Gitarrist und Co-Produzent fungierte Graham Coxon.
Am 27. Oktober 2023 wurde das Album Danse Macabre veröffentlicht.

## Diskografie
Studioalben

| Jahr | Titel                           | Höchstplatzierung, Gesamtwochen, AuszeichnungChartplatzierungen (Jahr, Titel, Platzierungen, Wochen, Auszeichnungen, Anmerkungen) | Höchstplatzierung, Gesamtwochen, AuszeichnungChartplatzierungen (Jahr, Titel, Platzierungen, Wochen, Auszeichnungen, Anmerkungen) | Höchstplatzierung, Gesamtwochen, AuszeichnungChartplatzierungen (Jahr, Titel, Platzierungen, Wochen, Auszeichnungen, Anmerkungen) | Höchstplatzierung, Gesamtwochen, AuszeichnungChartplatzierungen (Jahr, Titel, Platzierungen, Wochen, Auszeichnungen, Anmerkungen) | Höchstplatzierung, Gesamtwochen, AuszeichnungChartplatzierungen (Jahr, Titel, Platzierungen, Wochen, Auszeichnungen, Anmerkungen) | Anmerkungen |
| Jahr | Titel                           | DE | AT | CH | UK | US | Anmerkungen |
| ---- | ------------------------------- | --- | --- | --- | --- | --- | --- |
| 1981 | Duran Duran                     | — | — | — | UK3 Platin · (119 Wo.)UK | US10 Platin · (87 Wo.)US | Erstveröffentlichung: 15. Juni 1981 in den USA erst 1983 durch eine erweiterte Ausführung in die Charts gekommen |
| 1982 | Rio                             | — | — | — | UK2 Platin · (110 Wo.)UK | US6 ×2Doppelplatin · (129 Wo.)US                                                                                                  | Erstveröffentlichung: 10. Mai 1982                                                                               |
| 1983 | Seven and the Ragged Tiger      | DE17 (40 Wo.)DE | AT11 (12 Wo.)AT | CH16 Gold · (9 Wo.)CH | UK1 Platin · (47 Wo.)UK | US8 ×2Doppelplatin · (64 Wo.)US                                                                                                   | Erstveröffentlichung: 21. November 1983                                                                          |
| 1986 | Notorious                       | DE22 (10 Wo.)DE | AT20 (10 Wo.)AT | CH19 (4 Wo.)CH | UK16 Gold · (16 Wo.)UK | US12 Platin · (34 Wo.)US | Erstveröffentlichung: 18. November 1986                                                                          |
| 1988 | Big Thing                       | DE31 (7 Wo.)DE | — | CH19 (2 Wo.)CH | UK15 Silber · (5 Wo.)UK | US24 Gold · (26 Wo.)US | Erstveröffentlichung: 18. Oktober 1988                                                                           |
| 1990 | Liberty                         | — | — | CH36 (2 Wo.)CH | UK8 Silber · (4 Wo.)UK | US46 (10 Wo.)US | Erstveröffentlichung: 20. August 1990                                                                            |
| 1993 | Duran Duran (The Wedding Album) | DE22 (21 Wo.)DE | AT12 (9 Wo.)AT | CH23 (10 Wo.)CH | UK4 Gold · (23 Wo.)UK | US7 Platin · (47 Wo.)US | Erstveröffentlichung: 15. Februar 1993                                                                           |
| 1995 | Thank You                       | DE50 (7 Wo.)DE | AT25 (3 Wo.)AT | CH44 (2 Wo.)CH | UK12 (3 Wo.)UK | US19 Gold · (10 Wo.)US | Erstveröffentlichung: 23. März 1995                                                                              |
| 1997 | Medazzaland                     | DE67 (1 Wo.)DE | — | — | — | US58 (3 Wo.)US | Erstveröffentlichung: 14. Oktober 1997                                                                           |
| 2000 | Pop Trash                       | DE80 (1 Wo.)DE | — | — | UK53 (1 Wo.)UK | US135 (1 Wo.)US | Erstveröffentlichung: 10. Juni 2000                                                                              |
| 2004 | Astronaut                       | DE23 (3 Wo.)DE | AT27 (2 Wo.)AT | CH21 (4 Wo.)CH | UK3 Gold · (5 Wo.)UK | US17 (8 Wo.)US | Erstveröffentlichung: 11. Oktober 2004                                                                           |
| 2007 | Red Carpet Massacre             | DE85 (1 Wo.)DE | — | CH39 (2 Wo.)CH | UK44 (3 Wo.)UK | US36 (3 Wo.)US | Erstveröffentlichung: 13. November 2007                                                                          |
| 2010 | All You Need Is Now             | DE39 (2 Wo.)DE | AT62 (1 Wo.)AT | CH28 (2 Wo.)CH | UK11 (4 Wo.)UK | US29 (4 Wo.)US | Erstveröffentlichung: 21. Dezember 2010                                                                          |
| 2015 | Paper Gods                      | DE24 (1 Wo.)DE | AT24 (2 Wo.)AT | CH15 (2 Wo.)CH | UK5 (4 Wo.)UK | US10 (7 Wo.)US | Erstveröffentlichung: 11. September 2015                                                                         |
| 2021 | Future Past                     | DE8 (3 Wo.)DE | AT9 (2 Wo.)AT | CH10 (2 Wo.)CH | UK3 (6 Wo.)UK | US28 (1 Wo.)US | Erstveröffentlichung: 22. Oktober 2021                                                                           |
| 2023 | Danse Macabre                   | DE14 (2 Wo.)DE | AT17 (1 Wo.)AT | CH12 (1 Wo.)CH | UK4 (2 Wo.)UK | US57 (… Wo.)US | Erstveröffentlichung: 27. Oktober 2023                                                                           |

grau schraffiert: keine Chartdaten aus diesem Jahr verfügbar

## Auszeichnungen
- BRIT Awards
  - 1985: in der Kategorie „Best British Video“ (The Wild Boys)
  - 2004: in der Kategorie „Outstanding Contribution to Music“
- Grammys
  - 1984: in der Kategorie „Best Music Video, Short Form“ (Girls on Film / Hungry Like the Wolf)
  - 1984: in der Kategorie „Best Music Video, Long Form“
- Hollywood Walk of Fame
  - 1993: „Aufnahme“
- Ivor Novello Award
  - 1994: in der Kategorie „Best Song Musically & Lyrically“
  - 2005: in der Kategorie „Outstanding Contribution to Music“
- MTV Video Music Awards
  - 2003: in der Kategorie „Lifetime Achievement Award“
- Q Award
  - 2003: in der Kategorie „Q Lifetime Achievement Award“
- Rock and Roll Hall of Fame
  - 2022: "Aufnahme"